# Aimorés (kommun)
Aimorés är en kommun i Brasilien.   Den ligger i delstaten Minas Gerais, i den sydöstra delen av landet, 800 km sydost om huvudstaden Brasília. Antalet invånare är 24 969.
Följande samhällen finns i Aimorés:
- Aimorés

Omgivningarna runt Aimorés är huvudsakligen savann. Runt Aimorés är det mycket glesbefolkat, med 7 invånare per kvadratkilometer.